# Берта Бекманн
Берта Бекманн, у шлюбі Венерт-Бекманн (25 січня 1815 — 6 грудня 1901) — німецька фотографка. Вважається першою професійною жінкою-фотографкою у Німеччині, і, можливо, також першою професійною жінкою-фотографкою у світі, почавши свою діяльність за кілька років до Брити Софії Гесселіус та Женев'єви Елізабет Дісдері. Разом з чоловіком відкрила студію в Лейпцигу в 1843 році, власноруч керувала бізнесом від його смерті в 1847 році.

## Життєпис
Народившись в Котбусі, Бранденбург, Бекманн працювала перукаркою у Дрездені в 1839 році. Там у 1840 році познайомилася з фотографом Едуардом Венертом (1811—1847), який познайомив її з процесом дагеротипії та нещодавно запровадженим кольоровим тонуванням на основі негативів із скляних пластин, що дозволиляло робити необмежену кількість відбитків.
У 1843 році разом з Венертом, з котрим одружилася, відкрила студію в Лейпцигу, ставши першою відомою професійною жінкою-фотографкою у Німеччині. Після смерті чоловіка в 1847 році продовжила вести бізнес сама. У 1849 році поїхала до США, де відкрила студії в Нью-Йорку, спочатку на вулиці Вайт-стріт 62, а пізніше на Бродвеї 385. Перебуваючи в Америці, отримала диплом за особливі заслуги в портретній фотографії. У 1851 році повернулася до Лейпцига після передачі свого нью-йоркського бізнесу братові. У 1866 р. відкрила бізнес в Лейпцизі на вулиці Ельстерштрассе, і найняла кілька працівників. Студія Бекманн стала однією з найвизначніших адрес у місті. Вона вийшла на пенсію в 1883 році у віці 68 років.

## Мистецька діяльність

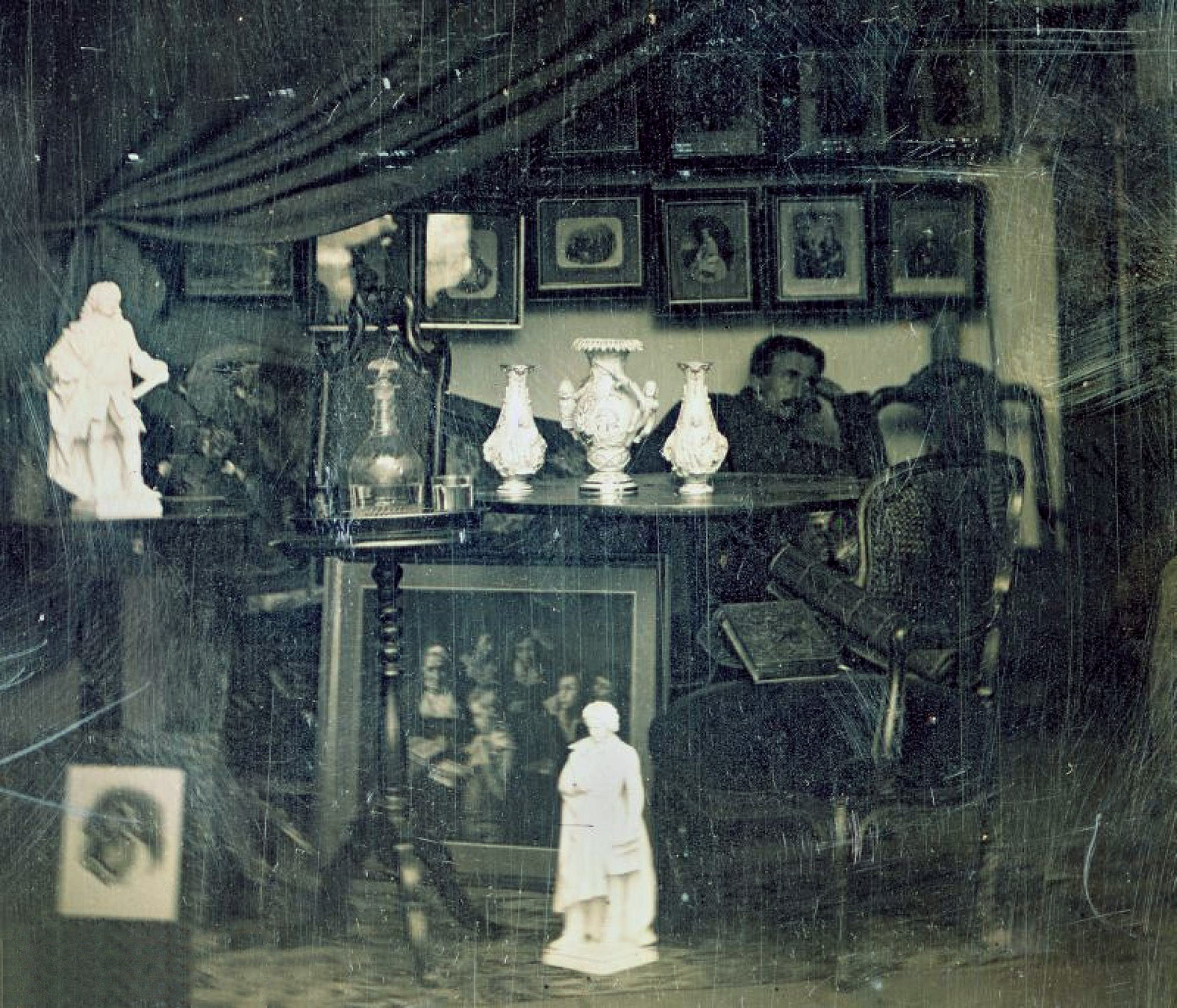
Фотографія студії мисткині її авторства, близько 1850 року

Бекманн працювала у жанрі дагеротипії. Її роботи, представлені в експозиції в Лейпцизькому музеї історії міста, вважаються одним з найцінніших внесків у ранню історію фотографії. Бекманн не відставала від найсучасніших тенденцій своєї справи, включаючи старанне навчання стереофотографії. Роботи Бекманн поєднують людський підхід з високим рівнем технічної та художньої якості. Спеціалізуючись на портретах, найразючішими вона створювала дитячі портрети. Інтерес Бекманн до технічних інновацій, використання сучасних методів реклами та здібності вести бізнес сприяли її надзвичайному успіху як фотографки.

### Роботи
В Нью-Йорку у Бекманн фотографувались такі відомі люди, як президент Міллард Філлмор, посли та інші політики. Повернувшись до Лейпцигу, вона стала першою у місті, хто почала працювати з фотографією ню. Вона також фотографувала відомих людей свого рідного міста, як-от Клара Шуман, Йоганнес Брамс, Франц Домінік Грассі, Карл Гейне та багато інших. Крім того, Бекманн приписують деякі найперші архітектурні фотографії Лейпцига (1855—1860), які задокументували місто та його особливості до того, як деякі були зруйновані, наприклад, Петрові ворота (1860).

### Виставки
Бекманн була однією з двох фотографів із Саксонії, які виставлялись на 1854 році в Мюнхені на Erste Allgemeine Deutsche Industrieausstellung (Перший німецький промисловий ярмарок), де демонструвала роздруківки на папері на додаток до дагеротипів. Сьогодні її роботи можна побачити в Лейпцизькому музеї міської історії.